# Grana, Burgenland
Grana là một đô thị thuộc huyện Burgenland, bang Sachsen-Anhalt, Đức. Đô thị Grana, Burgenland có diện tích 7,99 km², dân số thời điểm ngày 31 tháng 12 năm 2006 là 755 người.